# مجلة ترافيليدي
ترافيليدي (بالإنجليزية: TravelLady)‏ هي مجلة سفر مجانية على الإنترنت  يشارك فيها أكثر من 200 كاتب سفر دولي. بدأت في عام 1994 من قبل مادلين ميلر. يقع مقرها في دالاس ، تكساس .
يحتوي الموقع على توصيات لوجهات سفر مختلفة حول العالم. يوجد قسم واسع من المقالات يقدم نصائح حول عدد من المواضيع ذات الاهتمامات الخاصة ، مثل المعارض الفنية والغوص .
يتم تحديث المجلة يوميًا بمقالات سفر جديدة وحكايات السفر. تم أرشفة أكثر من 5000 مقالة سفر على الإنترنت.

## روابط خارجية
- موقع TravelLady